# حساب چندمتغیره
حساب چندمتغیره تعمیمی از حساب دیفرانسیل و انتگرال یک متغیره به حساب بیش از یک متغیر (مشتق‌گیری و انتگرال‌گیری از توابع شامل چند متغیر) است.

## عملیات متداول

### حد و پیوستگی
مطالعهٔ حد و پیوستگی در حساب چند متغیره، نتایجی بدست می‌دهد که با حس شهودی و آنچه در توابع تک‌متغیره مشاهده می‌شود، متفاوت است. به‌عنوان مثال، تابع {\displaystyle f(x,y)={\frac {x^{2}y}{x^{4}+y^{2}}}} در راستای هر خط راست گذرنده از مبدأ به صفر میل می‌کند، در حالی که اگر نزدیک‌شدن به مبدأ بر روی سهمی y = x2 انجام گیرد، این تابع حد ۰٫۵ خواهد داشت. چون نزدیک‌شدن به مبدأ بر روی مسیرهای مختلف، به نتایج متفاوتی منجر می‌شود، حد این تابع در مبدأ وجود ندارد.
پیوستگی یک تابع چندمتغیره نسبت به هر یک از مؤلفه‌هایش، پیوستگی آن را ثابت نمی‌کند. برای مثال، در مورد تابع دو متغیره {\displaystyle f(x,y)} پیوستگی f در راستای x با y ثابت و پیوستگی f در راستای y با x ثابت، پیوستگی f را ثابت نمی‌کند. مثلاً برای تابع f با ضابطهٔ زیر:
{\displaystyle f(x,y)={\begin{cases}{\frac {y}{x}}-y&{\text{if }}1\geq x>y\geq 0\\{\frac {x}{y}}-x&{\text{if }}1\geq y>x\geq 0\\1-x&{\text{if }}x=y>0\\0&{\text{else}}.\end{cases}}}
اگر {\displaystyle f_{y}(x)} تابع تک‌متغیره‌ای نسبت به x و با مقدار برابر با {\displaystyle f(x,y)} به ازای y ثابت و {\displaystyle f_{x}(y)} یک تابع تک‌متغیره نسبت به y و با مقدار برابر با {\displaystyle f(x,y)} به ازای x ثابت باشد، همهٔ تابع‌های fy و fx حول صفر پیوسته هستند. ولی با در نظر گرفتن {\displaystyle f(1/n,1/n)} (برای مقادیر طبیعی n)، {\displaystyle \lim _{n\to \infty }f(1/n,1/n)=1} و با توجه به اینکه {\displaystyle f(0,0)=0}، تابع f حول مبدأ مختصات، پیوسته نیست.
همچنین توجه شود که r در مختصات قطبی و حد گیری صفر است.

### مشتق‌گیری پاره‌ای
مشتق‌گیری پاره‌ای، مفهوم مشتق را به ابعاد بالاتر (چند متغیره) گسترش می‌دهد. مشتق پاره‌ای یک تابع چندمتغیره، مشتق آن تابع نسبت به یک متغیر است در حالی که سایر متغیرها ثابت باشند.
مشتق‌های پاره‌ای می‌توانند به روش‌های مختلف با یکدیگر ترکیب شده و عبارات پیچیده‌تری را بسازند. در حساب برداری، عملگر دل ({\displaystyle \nabla }) برای تعریف گرادیان، دیورژانس و کرل بر حسب مشتق‌های پاره‌ای مورد استفاده قرار می‌گیرد. یک ماتریس از مشتق‌های پاره‌ای، که با نام ماتریس ژاکوبی شناخته می‌شود، می‌تواند برای نشان‌دادن مشتق‌های یک تابع بین دو فضا با ابعاد دلخواه مورد استفاده قرار گیرد.
معادلات دیفرانسیل شامل مشتق‌های پاره‌ای، معادلات دیفرانسیل با مشتقات پاره‌ای یا به‌اختصار PDE نامیده می‌شوند. حل این معادلات معمولاً نسبت به معادلات دیفرانسیل معمولی (که تنها شامل مشتق‌های نسبت به یک متغیر هستند) دشوارتر است.

### انتگرال‌گیری چندگانه
انتگرال چندگانه، مفهوم انتگرال‌گیری را به توابع چندمتغیره تعمیم می‌دهد. انتگرال‌های دوگانه و سه‌گانه می‌توانند برای محاسبهٔ مساحت و حجم محدوده‌هایی در صفحه و فضا مورد استفاده قرار گیرند. قضیه فوبینی تضمین می‌کند که انتگرال‌های چندگانه می‌توانند به‌صورت انتگرال‌های پی‌درپی محاسبه شوند.
انتگرال‌های روی سطوح و انتگرال‌های خطی، برای انتگرال‌گیری بر روی خمینه‌هایی مانند سطوح و خم‌ها مورد استفاده قرار می‌گیرند.

### قضیه اساسی حساب دیفرانسیل و انتگرال در حالت چندمتغیره
در حساب تک‌متغیره، قضیه اساسی حساب دیفرانسیل و انتگرال یک ارتباط بین مشتق و انتگرال برقرار می‌کند. این ارتباط در حساب چندمتغیره، با استفاده از قضایای انتگرال حساب برداری، یعنی قضایای زیر، برقرار می‌شود:
- قضیه گرادیان
- قضیه استوکس
- قضیه دیورژانس
- قضیه گرین

در مطالعات پیشرفته‌تر حساب چندمتغیره، مشاهده می‌شود که این چهار قضیه، همه حالات خاصی از قضیه استوکس تعمیم‌یافته هستند که برای انتگرال‌گیری از فرم‌های دیفرانسیلی بر روی خمینه‌ها مورد استفاده قرار می‌گیرد.

## کاربردها
تکنیک‌های حساب چندمتغیره در مطالعه بسیاری از مسائل به‌کار می‌روند:
|                 |  | دامنه/برد                                                | تکنیک قابل استفاده                                       |
| --------------- |  | -------------------------------------------------------- | -------------------------------------------------------- |
| خم‌ها            |  | {\displaystyle f:\mathbb {R} \to \mathbb {R} ^{n}}       | طول منحنی‌ها، انتگرال خطی و انحنا.                        |
| سطوح            |  | {\displaystyle f:\mathbb {R} ^{n-1}\to \mathbb {R} ^{n}} | مساحت سطوح، انتگرال‌های سطحی، شار گذرنده از سطوح و انحنا. |
| میدان‌های نرده‌ای |  | {\displaystyle f:\mathbb {R} ^{n}\to \mathbb {R} }       | بیشینه و کمینه، ضرایب لاگرانژ و مشتق‌های جهت‌دار           |
| میدان‌های برداری |  | {\displaystyle f:\mathbb {R} ^{m}\to \mathbb {R} ^{n}}   | عملیات حساب برداری مانند گرادیان، دیورژانس و کرل.        |

حساب چندمتغیره می‌تواند برای تحلیل سیستم‌های معین که چند درجه آزادی دارند به‌کار رود. معمولاً توابعی با متغیرهای مستقل متناظر با درجات آزادی این سامانه‌ها برای مدل‌کردن آنها مورد استفاده قرار می‌گیرد و حساب چندمتغیره ابزار لازم برای توصیف دینامیک این سیستم‌ها را فراهم می‌کند.
حساب چندمتغیره در بسیاری از زمینه‌های علوم طبیعی و اجتماعی و مهندسی برای شبیه‌سازی و مطالعه سیستم‌های چندبعدی که رفتار معین دارند، به‌کار می‌رود. سیستم‌های نامعین یا تصادفی با استفاده از بخش دیگری از ریاضیات یعنی حساب تصادفی مورد مطالعه قرار می‌گیرند. همچنین تحلیلگران بازار، غالباً از حساب چندمتغیره برای پیش‌بینی روند تغییرات سهام استفاده می‌کنند.